# Salvatore Caronna

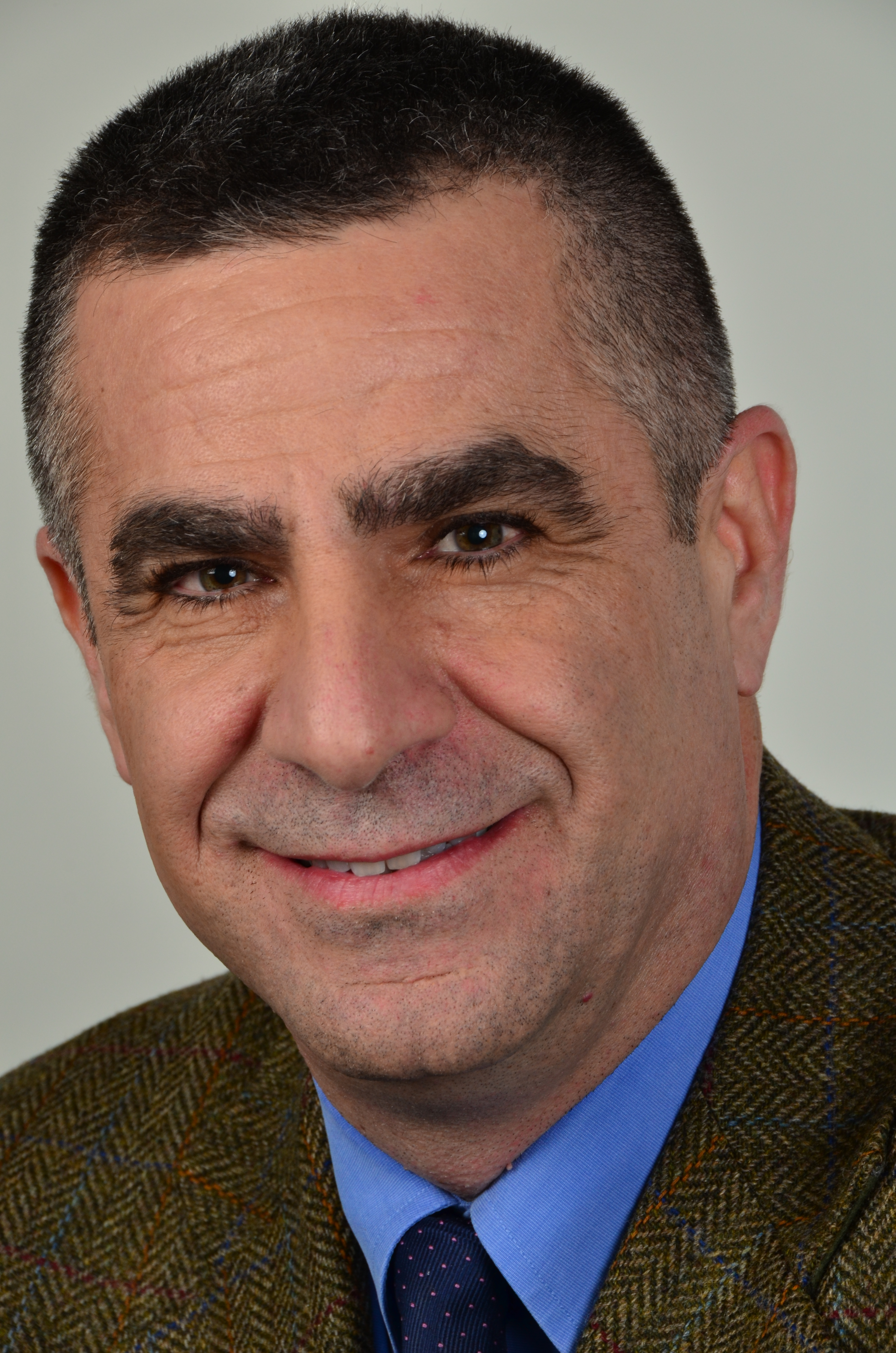
Salvatore Caronna, 2014

Salvatore Caronna (* 5. März 1964 in Bad Säckingen) ist ein italienischer Politiker des Partito Democratico. Vor der Fusion gehörte er der Democratici di Sinistra an.
Caronna erwarb das Diplom an einer Gewerbefachschule und besuchte danach einige Kurse an Universitäten. Er arbeitete als Sekretär des kommunistischen Jugendverbandes Italiens in der Sektion Bologna, später als Vorsitzender der ARCI in Bologna und auf nationaler Ebene und als Parteisekretär der Democratici di Sinistra in Bologna bzw. der Partito Democratico in der Region Emilia-Romagna. Von 1999 bis 2004 gehörte er dem Provinzrat von Bologna, von 2004 bis 2007 dem Stadtrat von Bologna an, seit 2005 sitzt er im Rat der Region Emilia-Romagna. Seit 2009 ist er Abgeordneter im Europäischen Parlament.